# Lowell (Michigan)
Lowell est une ville du comté de Kent, dans l'État du Michigan, aux États-Unis. En 2020, sa population était de 4 142 habitants.